# Listă de nave comerciale românești
Aceasta este o listă de nave comerciale românești:
Până la Revoluție, flota maritimă comercială română număra peste 300 de nave, la care se adăugau cele din flota de pescuit oceanic și cea fluvială. În iulie 2016, flota mai avea doar câteva nave. Cargoul Albatros, feriboturile Eforie și Mangalia, precum și RO-RO-urile Sammarina A și M sunt singurele nave de transport maritim aflate sub pavilion românesc.
- Nava „Argeș”
- Nava „Argeș” (2)
- Nava „Biruința”
- Nava „Blaj”
- Nava „Histria Topaz”
- Nava „Independența”
- Nava „Libertatea”
- Nava „Unirea”
- Nava „Voineasa”
- Cargoul „București” [2]
- Cargoul „Turnu Severin”, scufundat la 11 ianuarie 1977 [3]
- „Samarina M” (fostă „Pașcani”) și „Samarina A” (fostă „Păltiniș”), feriboturile „Eforie” și „Mangalia”[4]
- „Carmen Sylva” și „Ileana”[5]
- Cargoul „Făgăraș”[6]
- Cargoul „Sibiu”, mineralierele „Bârlad” și „Buhuși”, „Nicorești”, „Teiuș”, „Prahova”, „Târgu-Lăpuș”, „Florești”, „Zalău”, „Târgu Ocna”, „Baia de Criș”, „Cotnari”, „Valea Albă”, „Bihor”, „Bistreț”, „Balș”, „Călan”, „Comănești”, „Fundulea”, „Oituz”.
- Cargoul „Săbăreni”, confiscată în 1997 în portul spaniol Ceuta [1]
- „Anina”, „Moldovița”, „Alexandria”, „Arad”, „Baziaș 2”, „Bacău”, „Baia de Aramă”, „Baziaș 4”, „Baia Nouă”, „Borcea”, „Bobâlna”, „Oltul”, „Bujoreni”, „Blaj”, „Beiuș”, „Curtea de Argeș”, „Deva”, „Firiza”, „Făurei”, „Frunzănești”, „Fălciu”, „Giurgeni”, „Ilfov”, „Humulești”, „Hunedoara”, „Horezu”, „Hațeg”, „Mărășești”, „Libertatea”, „Lotru”, „Moinești”, „Mehedinți”, „Mediaș”, „Nazarcea”, „Panciu”, „Periș”, „Săveni”, „Sucevița”, „Săcele”, „Soloca”, „Simeria”, „Seimeni”, „Topoloveni”, „Tazlău”, „Tohani”, „Slobozia”, „Tismana”, „Târgu Mureș”, „Toplița”, „Târgu Bujor”, „Tomis”, „Zimnicea” - aparținând Navromului în august 2009[7]

- Cargoul „Villa Franca”, redenumit în „Octombrie roșu”, cumpărat de la comuniștii greci.[8]

- Marița (navă), velier tip bric, prima navă sub pavilion românesc, lansată în septembrie 1834.[9]

## Legături interne
- Marina Română
- Serviciul Maritim Român
- Listă de nave militare românești